# Hernanes
Anderson Hernanes de Carvalho Andrade, mer känd som Hernanes, född 29 maj, 1985 i Aliança (Pernambuco), Pernambuco, Brasilien, är en brasiliansk före detta fotbollsspelare som spelade som mittfältare.

## Karriär
Hernanes blev utsedd till Årets spelare i Brasilianska ligan 2008, och gjorde sig ett namn som en frisparksspecialist och en kreativ spelare. Han drog till sig intresse från flera europeiska klubbar, innan han i augusti 2010 skrev på ett femårskontrakt med Lazio, där han köptes in som spelfördelare för motsvarande 120 miljoner kronor. 
Den 31 januari 2014 blev det klart att FC Internazionale värvar Hernanes från Lazio men övergångssumman är dock okänd. Hernanes skrev på för Juventus precis innan transferfönstret stängde sommaren 2015. Övergångssumman landade på omkring 100 miljoner kronor.
Den 2 maj 2022 meddelade Hernanes att han avslutade sin fotbollskarriär.

## Meriter
- Campeonato Brasileiro: 2007, 2008